# Gustave Arnaud d'Agnel
Gustave Arnaud d'Agnel, né à Marseille le 28 avril 1871 et mort à Marseille le 16 août 1952, est un abbé, historien de Marseille et de la Provence.

## Biographie
Gustave Henri Arnaud d'Agnel, né à Marseille le 28 avril 1871, a été ordonné prêtre dans cette ville le 29 juin 1896. Docteur en théologie et en philosophie, il est correspondant du ministère de l'Instruction publique et membre de la Société d'archéologie lorraine de Nancy. Il est aumônier du lycée Thiers à Marseille de 1904 à 1932.

## Distinctions
Le chanoine  G. Arnaud d'Agnel a été fait chevalier de la Légion d’honneur en 1923 et officier de l'Instruction publique.

## Œuvres
- Direction de Conscience Psychothérapie des Troubles Nerveux, co-auteur : Dr d'Espiney, préfacé par le Dr Roger Vittoz, Pierre Téqui Éditions 1935 , 7e édition, Imprimatur L. Borel v.g - Massiliae, 1922
- Le scrupule : comment le prévenir ? comment le guérir ?, Pierre Téqui Éditions, 2e édition 01/01/1929, 298 pages, broché
- Les comptes du Roi René : publiés d'après les originaux conservés aux archives des Bouches-du-Rhône, Paris, A. Picard, 1908-1910, 3 volumes
- La faïence et la porcelaine de Marseille, Lucien Laveur et Alex Jouvène, Paris et Marseille, 1911, 534 pages
- Le meuble : Ameublement provençal et comtadin du Moyen Âge à la fin du XVIIIe siècle, Paris et Marseille, Jouvène et Laveur, 1913, 2 volumes
- Marseille, Notre-Dame de la Garde, Marseille, Tacussel, coll. « Arts et Industries Artistiques de la Provence », 1923, 254 p., 32 cmx25 cm
- Politique des rois de France en Provence, Louis XI et Charles VIII, A. Picard et A. Jouvène, Paris et Marseille, 1914, 2 volumes, tome 1, 440 p. et tome 2, 195 p.
- avec Leopold Dor, Noël en Provence : usages, crèches, santons, noëls, pastorales  (ill. D. Dellepianel), Paris, Tacussel, 1927 (réimpr. 1975), 228 p.
- avec Henry de Gérin-Ricard, Les antiquités de la vallée de l'Arc en Provence, Aix, Typographie et lithographie B. Niel, 1907, 334 p.
- avec É. Isnard, Monticelli : sa vie et son œuvre (1824-1886), Paris, Occitania, 1926, 159 p.
- Marseille chrétienne : ses gloires, son rayonnement  (préf. Mgr Dubourg), Marseille, Publiroc, 1936
- G. Arnaud D'Agnel & Léopold Dor, « Les oratoires de Provence », aquarelles de C. Joz-Roland, chez Delannoy Éditeur, Cannes, 1938

Il rédige les chapitres sur les arts dans les tomes II et III de l'Encyclopédie départementale des Bouches-du-Rhône sous la direction de Paul Masson.